# Beloretsky (huyện)
Huyện Beloretsky (tiếng Nga: ? райо́н) là một huyện hành chính tự quản (raion), của Bashkortostan, Nga. Huyện có diện tích 12004 km². Trung tâm của huyện đóng ở Belorets.